# San Diego, Texas
För andra betydelser, se San Diego (olika betydelser).
San Diego är en ort dels i Duval County, dels i Jim Wells County, i den amerikanska delstaten Texas med en yta av 4,2 km² och en folkmängd som uppgår till 4 488 invånare (2010). San Diego är administrativ huvudort i Duval County. Orten hette först Perezville och namnbytet till San Diego skedde år 1852 i samband med att det första postkontoret öppnades.

## Kända personer från San Diego
- Sylvia Garcia, politiker